# OpenMeetings
OpenMeetings  — открытая программная система видеоконференцсвязи, предназначенная для проведения видеоконференций, вебинаров, презентаций, дистанционного обучения. Возможно также проведение трансляций.

## История
Проект возник по инициативе Cебастьяна Вагнера, который в период с 2006 по 2009 г был единственным его автором. Позднее, когда проект перешел в разряд open-source, начали присоединяться другие разработчики. В России начиная с 2010 года появились евангелисты проекта, которые привлекли первых крупных российских заказчиков, таких как ОНФ, а также ввели российский синоним «Телесовещания». В 2011 году основная программная разработка и техническая поддержка проекта переместилась на российскую территорию. В 2012 году проект попал сначала в инкубатор фонда открытого ПО Apache, а затем, в 2014 году, стал уже полноправным членом фонда. Оказанием ВКС услуг на базе OpenMeetings занимается около десятка компаний по миру. Начиная с 2012 г прогресс проекта представляется российской командой на ежегодной международной конференции ApacheCon. Согласно публичной статистике, проект был скачан с сайта Apache не менее 250 000 раз и доступен на 31 языке. В 2015 году был выпущен мобильный клиент под Android.

## Кто использует OpenMeetings
Статистика обращений со всего мира в российскую команду проекта показывает, что продуктом чаще интересуются:
- Учреждения, занимающиеся дистанционным образованием (повышение квалификации, обучение персонала, репетиторские услуги, заочное обучение);
- Компании, удалённо оказывающие разные виды консультаций (медицинские, финансовые, юридические);
- Организации с повышенными требованиями к безопасности коммуникаций (банки, гос.службы)

## Возможности
OpenMeetings имеет функционал, аналогичный коммерческим ВКС-системам, а именно:
- передача звука и видео
- общая доска, общий экран (скриншаринг)
- запись веб-мероприятий
- возможность создавать неограниченное количество публичных и приватных виртуальных комнат
- приватный и общий чат
- внутренний почтовый клиент для email-переписки и рассылок
- календарь для планирования совещаний
- опросы и голосования
- обмен документами распространённых офисных форматов (PDF, MS Office, OpenOffice)
- каталог файлов и видеозаписей
- мобильный клиент под Android.

Для различных мероприятий предназначены виртуальные комнаты трех типов: а) обычные комнаты для проведения конференций б) комнаты с ограниченным использованием видеоокон в) комнаты для проведения интервью.
Попробовать, как работает система, можно на демо-серверах,, воспользовавшись публичными комнатами совещаний или создав свои личные.

## Технические особенности
В основе OpenMeetings лежит открытый медиасервер Red5 . Для разработки на Java используется открытый фреймфорк OpenLaszlo. Оба компонента обеспечивает поддержку технологии Adobe Flash, как на стороне сервера, так и на стороне клиента.
Для работы с OpenMeetings пользователю нужен любой браузер, поддерживающий Flash-расширение, а для использования функций «Запись» или «Общий экран» дополнительно потребуется установить Java версии 7 или выше.
При больших потоках данных возможна также установка системы на вычислительный кластер из нескольких серверов.

## Интеграция
OpenMeetings привлекает многих возможностью интеграции с другими системами. Это популярные системы управления сайтами (СМS), такие как Joomla, Drupal, Bitrix и другие. Отдельно можно выделить категорию обучающих систем (LCMS) — это Moodle, ATutor и др. Есть удобная возможность интеграции с SIP-телефонией, что позволяет пользователям участвовать в совещаниях при помощи телефона. После настройки специального сервера IP-телефонии (например, Asterisk), пользователь может позвонить со своего телефона в комнату, в которой проходит совещание, либо принять входящий звонок из комнаты. OpenMeetings можно интегрировать и с любыми другими системами с помощью универсального механизма работы с веб-сервисами SOAP/REST API. С описанием сервисов и примерами их использования можно ознакомиться на сайте продукта.

## Безопасность и кастомизация
Для тех, кто хочет полностью контролировать информационные потоки и быть уверенным в конфиденциальности одним из основных преимуществ OpenMeetings является безопасность, что определяется следующими возможностями системы:
- передача данных по протоколам https и rtmps с использованием механизмов шифрования SSL или TLS;
- хранение паролей на сервере в зашифрованном виде (MD5) ;
- установка сервера на собственном оборудовании;
- открытый исходный код продукта;
- возможность авторизации при помощи LDAP/Oaouth
- различные уровни доступа пользователей к системе
- возможность доступа участников с помощью одноразовых маркеров доступа.

Возможность настройки интерфейса OpenMeetings под бренд компании пользователя (кастомизация) — ещё одно полезное свойство. Пользователи либо сами, либо обратившись к сообществу разработчиков, могут заменить стандартные цвета, логотипы, контекст приложения и другие параметры согласно своим пожеланиям. OpenMeetings — свободное ПО, поэтому возможно внесение любых изменений в исходный код.

## Развитие
В ближайших планах развития проекта:
- полный переход на html5;
- замена Flash технологии на WebRTC;
- разработка мобильного клиента под iOS.